# China Open 2019
Il China Open 2019 è stato un torneo di tennis giocato sui campi di cemento all'aperto. È stata la 21ª edizione del torneo maschile, che appartiene al circuito ATP World Tour 500 series nell'ambito dell'ATP Tour 2019, e la 23ª del torneo femminile facente parte della categoria Premier nell'ambito del WTA Tour 2019. Sia gli incontri maschili che quelli femminili si sono disputati all'Olympic Green Tennis Centre di Pechino, Cina, dal 30 settembre al 6 ottobre 2019.

## Partecipanti ATP

### Teste di serie
| Nazionalità | Giocatore             | Ranking* | Testa di serie |
| ----------- | --------------------- | -------- | -------------- |
| Austria     | Dominic Thiem         | 5        | 1              |
| Germania    | Alexander Zverev      | 6        | 2              |
| Grecia      | Stefanos Tsitsipas    | 7        | 3              |
| Russia      | Karen Chačanov        | 9        | 4              |
| Spagna      | Roberto Bautista Agut | 10       | 5              |
| Italia      | Fabio Fognini         | 11       | 6              |
| Francia     | Gaël Monfils          | 12       | 7              |
| Italia      | Matteo Berrettini     | 13       | 8              |

* Ranking al 23 settembre 2019.

### Altri partecipanti
I seguenti giocatori hanno ricevuto una wildcard per il tabellone principale:
- Zhe Li
- Frances Tiafoe
- Zhang Zhizhen

Il seguente giocatore è entrato in tabellone come special exempt:
- Albert Ramos Viñolas

I seguenti giocatori sono passati dalle qualificazioni:

- Jérémy Chardy
- Pablo Cuevas
- Daniel Evans
- Cameron Norrie

Il seguente giocatore è entrato in tabellone con il ranking protetto:
- Andy Murray

### Ritiri
Prima del torneo
- Nick Kyrgios → sostituito da  Sam Querrey
- Daniil Medvedev → sostituito da  Michail Kukuškin

Durante il torneo
- Cristian Garín

## Partecipanti WTA

### Teste di serie
| Nazionalità | Giocatrice         | Ranking* | Testa di serie |
| ----------- | ------------------ | -------- | -------------- |
| Australia   | Ashleigh Barty     | 1        | 1              |
| Rep. Ceca   | Karolína Plíšková  | 2        | 2              |
| Ucraina     | Elina Svitolina    | 3        | 3              |
| Giappone    | Naomi Ōsaka        | 4        | 4              |
| Canada      | Bianca Andreescu   | 6        | 5              |
| Romania     | Simona Halep       | 5        | 6              |
| Rep. Ceca   | Petra Kvitová      | 7        | 7              |
| Paesi Bassi | Kiki Bertens       | 8        | 8              |
| Svizzera    | Belinda Bencic     | 10       | 9              |
| Germania    | Angelique Kerber   | 13       | 10             |
| Stati Uniti | Madison Keys       | 15       | 11             |
| Bielorussia | Aryna Sabalenka    | 14       | 12             |
| Stati Uniti | Sloane Stephens    | 12       | 13             |
| Cina        | Wang Qiang         | 20       | 14             |
| Stati Uniti | Sofia Kenin        | 16       | 15             |
| Danimarca   | Caroline Wozniacki | 19       | 16             |

* Ranking al 30 settembre 2019.

### Altre partecipanti
Le seguenti giocatrici hanno ricevuto una wild card per il tabellone principale:
- Svetlana Kuznecova
- Jeļena Ostapenko
- Peng Shuai
- Wang Xinyu
- Wang Xiyu

Le seguenti giocatrici sono passate dalle qualificazioni:

- Anna Blinkova
- Jennifer Brady
- Lauren Davis
- Magda Linette
- Christina McHale
- Bernarda Pera
- Rebecca Peterson
- Andrea Petković

### Ritiri
Prima del torneo
- Viktoryja Azaranka → sostituita da  Jil Teichmann
- Johanna Konta → sostituita da  Veronika Kudermetova
- Anett Kontaveit → sostituita da  Venus Williams
- Maria Sakkarī → sostituita da  Polona Hercog
- Carla Suárez Navarro → sostituita da  Ajla Tomljanović
- Lesja Curenko → sostituita da  Jessica Pegula
- Markéta Vondroušová → sostituita da  Wang Yafan
- Serena Williams → sostituita da  Kristina Mladenovic

Durante il torneo
- Wang Qiang

## Punti e montepremi

### Distribuzione punti
| Evento              | V    | F   | SF  | QF  | 3T   | 2T   | 1T | Q    | Q2   | Q1   |
| Singolare maschile  | 500  | 300 | 180 | 90  | N.D. | 45   | 0  | 20   | 10   | 0    |
| Doppio maschile     | 500  | 300 | 180 | 90  | N.D. | N.D. | 0  | 45   | 25   | 0    |
| Singolare femminile | 1000 | 650 | 390 | 215 | 120  | 65   | 10 | 30   | 20   | 2    |
| Doppio femminile    | 1000 | 650 | 390 | 215 | N.D. | 120  | 10 | N.D. | N.D. | N.D. |

### Distribuzione premi in denaro
| Evento              | V          | F        | SF       | QF       | 3T      | 2T      | 1T      | Q2      | Q1     |
| Singolare maschile  | $733.990   | $364.615 | $183.975 | $94.680  | N.D.    | $48.325 | $26.735 | $10.280 | $5.140 |
| Doppio maschile     | $228.110   | $111.660 | $56.010  | $28.740  | N.D.    | N.D.    | $14.840 | N.D.    | N.D.   |
| Singolare femminile | $1.523.265 | $762.265 | $371.915 | $178.665 | $85.980 | $41.625 | $23.915 | $6.365  | $3.700 |
| Doppio femminile    | $515.355   | $258.600 | $115.125 | $53.130  | N.D.    | $24.800 | $11.515 | N.D.    | N.D.   |

## Campioni

### Singolare maschile
Dominic Thiem ha battuto in finale  Stefanos Tsitsipas con il punteggio di 3–6, 6–4, 6–1.
- È il quindicesimo titolo in carriera per Thiem, il quarto della stagione.

### Singolare femminile
Naomi Ōsaka ha battuto in finale  Ashleigh Barty con il punteggio di 3–6, 6–3, 6–2.
- È il quinto titolo in carriera per Ōsaka, il terzo della stagione.

### Doppio maschile
Ivan Dodig /  Filip Polášek hanno battuto in finale  Łukasz Kubot /  Marcelo Melo con il punteggio di 6–3, 7–6(4).

### Doppio femminile
Sofia Kenin /  Bethanie Mattek-Sands hanno battuto in finale  Jeļena Ostapenko /  Dajana Jastrems'ka con il punteggio di 6–3, 6(5)–7, [10–7].